# Grandville (Míchigan)
Grandville es una ciudad ubicada en el condado de Kent en el estado estadounidense de Míchigan. En el Censo de 2020 tenía una población de 16,083 habitantes y una densidad poblacional de 774,02 personas por km².

## Geografía
Grandville se encuentra ubicada en las coordenadas 42°54′2″N 85°45′8″O / 42.90056, -85.75222. Según la Oficina del Censo de los Estados Unidos, Grandville tiene una superficie total de 19.87 km², de la cual 18.84 km² corresponden a tierra firme y (5.19%) 1.03 km² es agua.

## Demografía
Según el censo de 2010, había 15378 personas residiendo en Grandville. La densidad de población era de 774,02 hab./km². De los 15378 habitantes, Grandville estaba compuesto por el 92.02% blancos, el 2.16% eran afroamericanos, el 0.21% eran amerindios, el 1.45% eran asiáticos, el 0.02% eran isleños del Pacífico, el 1.78% eran de otras razas y el 2.36% pertenecían a dos o más razas. Del total de la población el 6.24% eran hispanos o latinos de cualquier raza.